# Graven ligger tom
Graven ligger tom är en psalm med text skriven 1970 av Britt G. Hallqvist och musik skriven 1971 av Bertil Hallin.

## Publicerad som
- Psalmer i 90-talet som nummer 847 under rubriken "Påsktiden".
- Verbums psalmbokstillägg 2003 som nummer 741 i  under rubriken "Påsk".